# Огърличено тити
Огърличеното тити още тити вдовица (Callicebus torquatus) е вид примат от семейство Сакови (Pitheciidae). Видът не е застрашен от изчезване.

## Разпространение и местообитание
Разпространен е в Бразилия.
Обитава тропически райони, влажни зони, песъчливи градски и гористи местности.

## Описание
На дължина достигат до 29,5 cm, а теглото им е около 1,2 kg. Дължината на опашката им е около 41,2 cm, а тази на ушите – към 2,9 cm.